# Kazimierz Nowosad
Kazimierz Nowosad (ur. 3 lutego 1909, zm. 12 grudnia 2002) – polski lekkoatleta, lekarz ginekolog.

## Kariera
W 1927 jako zawodnik Sokoła Jarosław zdobył brązowy medal mistrzostw Polski w skoku wzwyż (wynik 1,65 m). W 1928 ustanowił rekord kraju skacząc 180,5 cm.
Został lekarzem ginekologiem, uzyskał habilitację i sprawował stanowisko dyrektora Instytutu Ginekologii i Położnictwa Akademii Medycznej we Wrocławiu.
Pochowany na cmentarzu parafialnym w Zakopanem.